# نيسبولو
نيسبولو هي كومونا تقع في مقاطعة رييتي، لاتسيو، إيطاليا.